# PetroChina

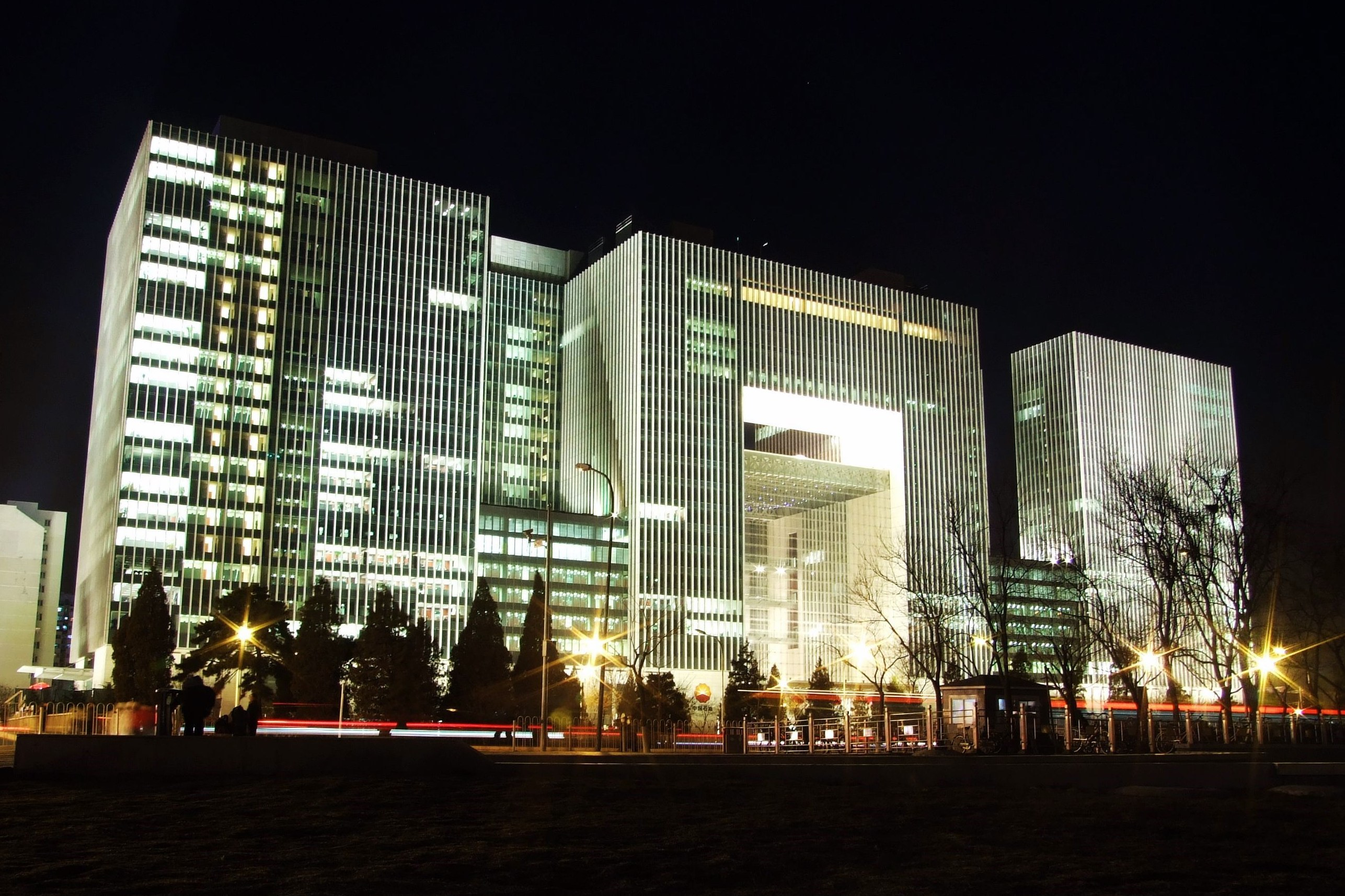
Der Hauptsitz von PetroChina

Die PetroChina Company Limited (chinesisch 中国石油天然气股份有限公司) ist der größte chinesische Ölkonzern mit einem Netz von über 18.000 Tankstellen und damit eines der größten börsennotierten Unternehmen der Welt.
Mit einem Umsatz von 282,4 Mrd. US-Dollar, bei einem Gewinn von 4,1 Mrd. USD, steht PetroChina laut den Forbes Global 2000 auf Platz 30 der weltgrößten Unternehmen (Stand: GJ 2017). Laut den Fortune Global 500 gehört es zu den 10 umsatzstärksten Unternehmen weltweit (Stand: GJ 2016).

## Überblick
Der Ölmulti ist eine Tochtergesellschaft der staatlichen China National Petroleum Corp. (CNPC). Aktionäre waren am 31. Dezember 2011 CNPC 86,35 %, HKSCC Nominees Limited 11,37 %, National Council of Social Security Fund (NSSF) 0,22 %, Sonstige 2,06 %. Der Anteil der Aktien im Streubesitz betrug 13,65 %.
Das Unternehmen hatte bis 2007 fünf Milliarden US-Dollar im Ausland investiert, die Hälfte davon im Sudan. Nahe der sudanesischen Hauptstadt Khartum wurde eine 1600 Kilometer lange Pipeline zum Roten Meer sowie eine Raffinerie mit einer Kapazität von 2,5 Millionen Tonnen gebaut. Peking ist der wichtigste ausländische Investor im Sudan. Das afrikanische Land lieferte schätzungsweise acht Prozent der chinesischen Ölimporte.
PetroChina ist aus diesem Grund das Ziel zahlreicher einflussreicher Menschenrechtsgruppen in den USA, welche – vor dem Hintergrund des Darfur-Konflikts – mit Disvestitionskampagnen auf den Abzug von amerikanischem Kapital drängen. Die Unabhängigkeit des Südsudan hat die Lage jedoch grundlegend verändert. Im Südsudan lagern etwa zwei Drittel der Ölreserven. Aufgrund von Streitigkeiten über zu hohe Transitgebühren hatte der Südsudan aus Boykott den Export Monate lang eingestellt. Die Situation ist angespannt und es dürfte schwer werden für PetroChina sowohl im Sudan als auch im SüdSudan gleichzeitig Geschäfte zu machen.

## Geschichte
Am 13. November 2005 kam es in der Chemiefabrik No. 110 des PetroChina-Tochterunternehmens Jilin Petroleum and Chemical Company zu einem Chemieunfall, bei dem die Fabrik explodierte und der Songhua Jiang verseucht wurde. Da der Fluss als Grundlage der Trinkwasserversorgung in der Region dient, musste die Trinkwasserversorgung teilweise unterbrochen werden. Davon war auch die Metropole Harbin betroffen.
Mit dem Börsengang in Shanghai vom 5. November 2007 erreichte PetroChina eine Marktkapitalisierung von einer Billion US-Dollar und wurde gemessen am Börsenwert zum größten Unternehmen der Welt. Im April 2008 war der Aktienkurs jedoch wieder unter den Emissionspreis von 16,70 Yuan gesunken, und der Börsenwert von PetroChina betrug nur noch 397,4 Mrd. Dollar, wodurch das US-Unternehmen ExxonMobil seine Position als weltgrößtes Unternehmen zurückerlangte. PetroChina erzielt seit mehreren Jahren hohe Gewinne und gehört deshalb regelmäßig nach der Marktkapitalisierung laut der Liste Financial Times Global 500 zu den teuersten Unternehmen der Welt.
Im Jahr 2025 betrug der Börsenwert nur noch 145,10 Mrd. Dollar. Die Mehrheit der Aktien befindet sich zum größten Teil im Streubesitz. Institutionelle Anleger sind u. a. BlackRock, Vanguard und staatliche chinesische Stellen.

## Expansionspläne
Ende Mai 2009 gab das Unternehmen bekannt 45,51 Prozent aller Aktien von Singapore Petroleum (SPC) von der Keppel Corporation zum Preis von 6,25 SGD je Aktie erwerben zu wollen. Der Preis betrug 1,47 Milliarden SGD. Seit September 2009 hält PetroChina über 50 Prozent aller Rechte an SPC.
Im August 2010 gab der Konzernpräsident Zhou Jiping bekannt, die Auslandsgeschäfte stark auszuweiten. Es stünden auch Kooperationen mit BP und Conoco Phillips in Verhandlung.
Infolge staatlicher Kontrolle sind in China die Margen für Benzinprodukte im internationalen Vergleich schwach und auch die Nachfrage könnte durch Maßnahmen gegen Überhitzung der Konjunktur sinken. Doch profitierte PetroChina im zweiten Quartal 2010 vom höheren Erdölpreis, sodass der Gewinn auf 3,8 Mrd. € stieg.

## Konkurrenten
- Sinopec